# Tysk-österrikiska backhopparveckan 1977/1978
Under Tysk-österrikiska backhopparveckan 1977/1978 hoppade man i Oberstdorf den 30 december, den 1 januari hoppade man i Partenkirchen och den 4 januari hoppade man i Innsbruck. Deltävlingen i Bischofshofen genomfördes slutligen den 6 januari.

## Oberstdorf
- Datum: 30 december 1977
- Land:  Västtyskland
- Backe: Schattenbergschanze

| Placering | Hoppare          | Land         | Poäng |
| --------- | ---------------- | ------------ | ----- |
| 01        | Matthias Buse    | Östtyskland  | 118,2 |
| 02        | Martin Weber     | Östtyskland  | 110,1 |
| 03        | Kari Ylianttila  | Finland      | 109,3 |
| 04        | Bernd Eckstein   | Östtyskland  | 105,7 |
| 05        | Peter Leitner    | Västtyskland | 105,1 |
| 06        | Jochen Danneberg | Östtyskland  | 104,7 |
| 07        | Walter Steiner   | Schweiz      | 101,3 |
| 08        | Henry Glass      | Östtyskland  | 94,8  |
| 09        | Sajae Tsuruga    | Japan        | 92,3  |
| 010       | Per Bergerud     | Norge        | 91,9  |

## Partenkirchen
- Datum: 1 januari 1978
- Land:  Västtyskland
- Backe: Große Olympiaschanze

| Placering | Hoppare          | Land            | Poäng |
| --------- | ---------------- | --------------- | ----- |
| 01        | Jochen Danneberg | Östtyskland     | 235,6 |
| 02        | Kari Ylianttila  | Finland         | 222,2 |
| 03        | Henry Glass      | Östtyskland     | 219,6 |
| 04        | Falko Weisspflog | Östtyskland     | 218,3 |
| 05        | Leoš Škoda       | Tjeckoslovakien | 213,0 |
| 06        | Matthias Buse    | Östtyskland     | 212,0 |
| 07        | Bernd Eckstein   | Östtyskland     | 209,0 |
| 08        | Peter Leitner    | Västtyskland    | 208,6 |
| 09        | Walter Steiner   | Schweiz         | 207,5 |
| 010       | Jürgen Thomas    | Västtyskland    | 204,8 |

## Innsbruck
- Datum: 4 januari 1978
- Land:  Österrike
- Backe: Bergiselschanze

| Placering | Hoppare           | Land        | Poäng |
| --------- | ----------------- | ----------- | ----- |
| 01        | Per Bergerud      | Norge       | 247,1 |
| 02        | Kari Ylianttila   | Finland     | 239,1 |
| 03        | Jouko Törmänen    | Finland     | 231,2 |
| 04        | Falko Weisspflog  | Östtyskland | 229,2 |
| 05        | Klaus Tuchscherer | Österrike   | 227,3 |
| 06        | Matthias Buse     | Östtyskland | 223,3 |
| 07        | Jari Puikkonen    | Finland     | 219,0 |
| 08        | Martin Weber      | Östtyskland | 218,5 |
| 09        | Bernd Eckstein    | Östtyskland | 218,1 |
| 010       | Henry Glass       | Östtyskland | 217,9 |

## Bischofshofen
- Datum: 6 januari 1978
- Land:  Österrike
- Backe: Paul-Ausserleitner-Schanze

| Placering | Hoppare          | Land        | Poäng |
| --------- | ---------------- | ----------- | ----- |
| 01        | Kari Ylianttila  | Finland     | 242,3 |
| 02        | Walter Steiner   | Schweiz     | 229,0 |
| 03        | Henry Glass      | Östtyskland | 227,9 |
| 04        | Martin Weber     | Östtyskland | 227,5 |
| 05        | Falko Weisspflog | Östtyskland | 221,1 |
| 06        | Bernd Eckstein   | Östtyskland | 220,8 |
| 07        | Matthias Buse    | Östtyskland | 219,7 |
| 08        | Per Bergerud     | Norge       | 218,9 |
| 09        | Harald Duschek   | Östtyskland | 217,2 |
| 010       | Jouko Törmänen   | Finland     | 209,7 |

## Slutställning
| Placering | Hoppare          | Land        | Poäng |
| --------- | ---------------- | ----------- | ----- |
| 01        | Kari Ylianttila  | Finland     | 812,9 |
| 02        | Matthias Buse    | Östtyskland | 773,3 |
| 03        | Martin Weber     | Östtyskland | 760,4 |
| 04        | Henry Glass      | Östtyskland | 760,2 |
| 05        | Falko Weisspflog | Östtyskland | 757,3 |
| 06        | Bernd Eckstein   | Östtyskland | 753,6 |
| 07        | Per Bergerud     | Norge       | 749,7 |
| 08        | Walter Steiner   | Schweiz     | 734,4 |
| 09        | Jouko Törmänen   | Finland     | 727,8 |
| 010       | Harald Duschek   | Östtyskland | 718,8 |